# Орлиное (Сумская область)
Орлиное (укр. Орлине) — село,
Сульский сельский совет,
Сумский район,
Сумская область,
Украина.
Присоединено к селу Печище в 1987 году..

## Географическое положение
Село Орлиное находится на одном из истоков реки Сула,
выше по течению на расстоянии в 0,5 км расположено село Сула,
на противоположном берегу — село Печище.
Рядом проходит автомобильная дорога Н-07.

## История
- 1987 — присоединено к селу Печище [1].